# Afidídeos
Afidídeos (Aphididae) é uma família de insectos da ordem Hemiptera, da superfamília Aphidoidea, que agrupa a maior parte dos chamados afídios. Existem várias versões quanto à organização do grupo taxonómico, variando de autor para autor.
Segundo alguns taxonomistas, a superfamília Aphidoidea é apenas dividida em três famílias: Aphididae, Adelgidae e Phylloxeridae. Neste caso, a família Aphididae aparece dividida nas subfamílias Eriosomatinae, Pemphiginae, Mindarinae, Anoeciinae, Phloeomyzinae, Thelaxinae, Hormaphidinae, Drepanosiphinae, Lachninae e Aphidinae (ver géneros abaixo).

## Géneros da subfamília Aphidinae
| - Acuticauda - Acyrthosiphon - Alphitoaphis - Amphicercidus - Amphorophora - Aphis - Aphthargelia - Artemisaphis - Asiphonaphis - Aspidaphis - Aspidaphium - Atarsos - Aulacorthum - Bipersona - Brachycaudus - Brachycolus - Brachycorynella - Brachyunguis - Braggia - Brevicoryne - Cachryphora - Calaphis - Capitophorus - Carolinaia - Catamergus - Cavariella - Cedoaphis | - Ceruraphis - Chaetosiphon - Coloradoa - Cryptaphis - Cryptomyzus - Decorosiphon - Diuraphis - Dysaphis - Elatobium - Eoessigia - Eomacrosiphon - Epameibaphis - Ericaphis - Fimbriaphis - Flabellomicrosiphum - Fullawaya - Glendenningia - Gypsoaphis - Hayhurstia - Hyadaphis - Hyalomyzus - Hyalopteroides - Hyalopterus - Hyperomyzus - Hysteroneura - Idiopterus - Illinoia | - Jacksonia - Landisaphis - Linosiphon - Liosomaphis - Lipamyzodes - Lipaphis - Longicaudus - Macrosiphoniella - Macrosiphum - Mastopoda - Megouroparsus - Melanaphis - Microlophium - Microparsus - Microsiphoniella - Misturaphis - Muscaphis - Myzaphis - Myzodium - Myzus - Nasonovia - Nearctaphis - Neoamphorophora - Neotoxoptera - Obtusicauda - Ovatus - Paducia | - Papulaphis - Phorodon - Placoaphis - Pleotrichophorus - Pseudacaudella - Pseudocercidis - Pseudoepameibaphis - Pseudopterocomma - Pseudosiphonaphis - Pterocomma - Rhodobium - Rhopalomyzus - Rhopalosiphoninus - Rhopalosiphum - Sanbornia - Schizaphis - Siphonatrophia - Subacyrtosiphon - Toxoptera - Uroleucon - Utamphorophora - Vesiculaphis - Wahlgreniella - Xerophilaphis - Zyxaphis |

## Géneros (não incluídos nas subfamílias acima indicadas)
| - Aloephagus - Anthracosiphon - Anuraphis - Baizongia - Brachysiphum - Byrsocryptoides - Clydesmithia - Delphiniobium - Deurocapillata - Euthoracaphis | - Iowana - Macchatiella - Megoura - Megourina - Melanocallis - Metopolophium - Nevadaphis - Oregona - Paracolopha - Patchia | - Pentalonia - Pentamyzus - Picturaphis - Pseudoregma - Sarucallis - Schizoneurata - Schoutedenia - Semiaphis - Titanosiphon |